# Arábia Saudita nos Jogos Olímpicos de Verão de 1992
A Arábia Saudita competiu nos Jogos Olímpicos de Verão de 1992, realizados em Barcelona, Espanha.